# Cyclocybe
Cyclocybe is een geslacht van schimmels behorend tot de familie Strophariaceae.

## Soorten
Volgens Index Fungorum telt het geslacht in totaal zeven soorten (peildatum april 2023):
| Soortnaam                                | Auteur(s)                                  | Publicatiejaar |
| ---------------------------------------- | ------------------------------------------ | -------------- |
| Cyclocybe aegerita                       | (V. Brig.) Vizzini                         | 2014           |
| Cyclocybe cylindracea (Populierleemhoed) | (DC.) Vizzini & Angelini                   | 2014           |
| Cyclocybe erebia                         | (Fr.) Vizzini & Matheny                    | 2014           |
| Cyclocybe erebioides                     | Angelini & Vizzini                         | 2014           |
| Cyclocybe parasitica                     | (G. Stev.) Vizzini                         | 2014           |
| Cyclocybe salicaceicola                  | (Zhu L. Yang, M. Zang & X.X. Liu) Vizzini  | 2014           |
| Cyclocybe wrightii                       | (Uhart & Albertó) Uhart, Niveiro & Albertó | 2020           |